# Cochar
Cochar (hebr.: צוחר) – wieś położona w samorządzie regionu Eszkol, w Dystrykcie Południowym, w Izraelu.
Leży w zachodniej części pustyni Negew, w pobliżu Strefy Gazy.

## Historia
Osada została założona w 1970. W latach 90. XX wieku osiedlili się tutaj imigranci z Etiopii i krajów byłego ZSRR.

## Gospodarka
Gospodarka opiera się na intensywnym rolnictwie oraz uprawach warzyw i kwiatów w szklarniach.